# Hinter Grauspitz
L'Hinter Grauspitz (in tedesco: Hinter Grauspitz, detto anche Schwarzhorn) con 2.574 m s.l.m. è la seconda montagna più alta del Liechtenstein.

## Descrizione
Si trova lungo al confine tra la Svizzera e il Liechtenstein. Orograficamente appartiene alle Alpi Retiche occidentali.